# Фундаментальная математика
Фундаментальная математика (чистая математика, теоретическая математика) — полностью абстрактная математика, фундаментальная её часть, которая, в отличие от прикладной математики, изучает абстрактные структуры без соотношения их с объектами реального мира. Основные ветви фундаментальной математики — алгебра (идущая от арифметики и теории чисел к общей алгебре), геометрия (включая топологию), анализ, в качестве самостоятельных направлений рассматриваются фундаментальные разделы дискретной математики (комбинаторика, теория графов), кроме того, выделяются основания математики, изучающие структуру самой математики и задающие общие концепции и методы для прочих разделов.
Разделение на «чистую» и «смешанную» математику получило распространение около 1630 года; в дальнейшем «смешанную математику» стали чаще идентифицировать как прикладную, термин «чистая математика» сохранялся дольше, но со второй половины XX века считается устаревшим, и вытесняется понятием о фундаментальной математике. При этом представления о подразделении на фундаментальную и прикладную часть в процессе развития науки существенно менялись, и некоторые прикладные направления переходили в разряд фундаментальных; таковы, например, уравнения математической физики, вариационное исчисление, в какой-то момент общепризнанные как фундаментальные составляющие анализа, а такой раздел, как теория вероятностей различными школами может считаться как прикладным, так и фундаментальным. Существует мнение, что разделение слишком условно, и математика является единой наукой, лишь имеющей приложения в других научных дисциплинах, а различие связано с местом возникновения изучаемых проблем — в пределах самой математики, или из других областей научного знания.

## Мнения математиков
Выдающиеся математики высказывали различные представления о предмете её фундаментальной части. Бертран Рассел: «Чистая математика — это такой предмет, где мы не знаем, о чём мы говорим, и не знаем, истинно ли то, о чём мы говорим». Годфри Харди гордился, что является «чистым математиком», деятельность которого не приносит абсолютно никакой практической пользы, подробно раскрыв тему в эссе «Апология математика».
По ироническому утверждению Владимира Арнольда, разница между чистой и прикладной математикой не научная, а социальная и заключается в том, что чистому математику платят за открытие математических фактов, в то время как прикладному математику платят за решение практических задач. Он же отмечал, что в России почти каждый математик сочетал «чистую» и «прикладную» математику.